# Eren Jaeger
(Eren Jeager, in riferimento ai giganti dopo aver perso sua madre, L'attacco dei giganti.)
Eren Jaeger (エレン・イェーガー?, Eren Yēgā) è un personaggio immaginario ideato da Hajime Isayama e il protagonista del manga L'attacco dei giganti. Compare anche nelle opere derivate, quali la serie televisiva anime, i film, il live action e i videogiochi. Eren è un ragazzo nato e cresciuto nel Distretto di Shiganshina. Nell'anno 845 l'attacco improvviso di un Gigante Colossale e di un Gigante Corazzato porta alla distruzione della sua città natale e alla morte di sua madre, divorata viva da un gigante davanti ai suoi occhi. Impotente mentre assiste alla scena, Eren promette a sé stesso di vendicare la sua morte e di sterminare ogni gigante sulla faccia della terra. Arruolatosi nell'esercito, il ragazzo scoprirà di avere il potere di trasformarsi egli stesso in un gigante: il Gigante d'Attacco (進撃の巨人?, Shingeki no Kyojin).
Nei doppiaggi originali è interpretato da Yūki Kaji, nell'adattamento italiano invece da Alessandro Campaiola. Il personaggio ha goduto di una grande popolarità. Inizialmente criticato per via del suo carattere troppo antagonistico e duro, con il proseguire della storia ha ricevuto commenti positivi per i suoi ideali, i suoi poteri da gigante e lo sviluppo della sua storia, che ne hanno fatto un personaggio più ambiguo che eroico. Ben accolto tra i fan dell'opera, anche i suoi doppiatori sono stati elogiati per le loro interpretazioni del personaggio.

## Creazione e sviluppo

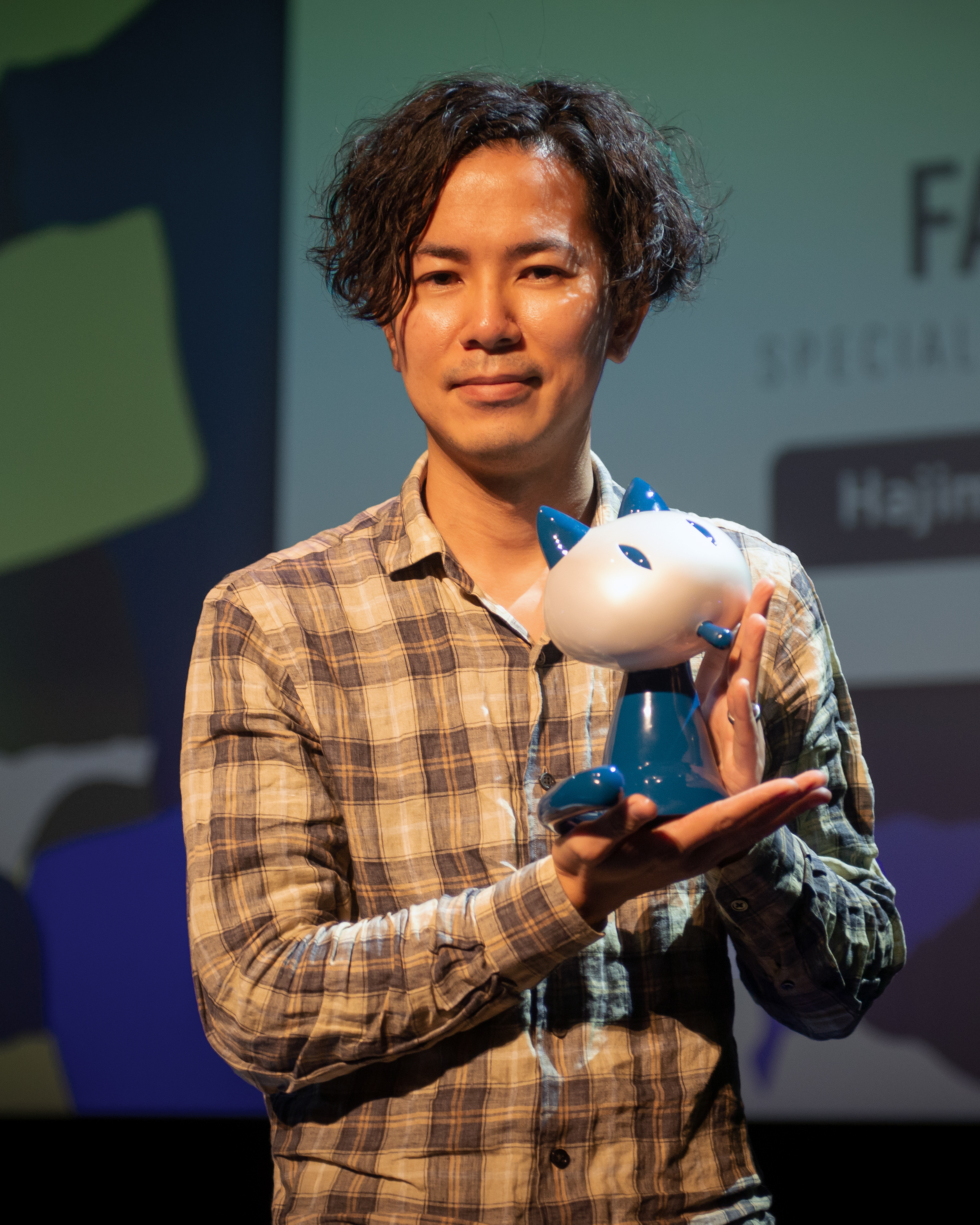
Hajime Isayama, l'autore di Eren Jeager, nel 2023.

Hajime Isayama, autore del manga, ideò Eren come «un ragazzo normale che rimane paralizzato dalla paura quando vede un gigante» piuttosto che un protagonista stereotipato irruento ed impulsivo tipico dei manga shōnen. L'autore ha affermato che il desiderio di Eren di uscire dalle mura rispecchia quello che fu un desiderio della propria infanzia: quando era bambino viveva in una cittadina rurale giapponese circondata da montagne. Un giorno desiderò di andare oltre le montagne, che riflettono nel manga le mura che circondavano la città in cui viveva Eren all'inizio della serie. Secondo Isayama, Eren è il personaggio che meglio rientra nella narrativa che voleva scrivere con L'attacco dei giganti. Una delle scene preferite dell'autore è la battaglia tra Eren e il Gigante Martello.
Inizialmente Eren doveva sapere di essere un gigante fin dall'inizio, ma l'idea fu scartata. Nei primi capitoli Isayama realizzò Eren come un personaggio trascinato dagli eventi, ma sempre affiancato da Mikasa e Armin, volendo questi aiutarlo. Isayama ha notato che la caratterizzazione di Eren era diversa da quella originariamente osservata dai fan: mentre in origine aveva come sogno quello di vedere il mare coi propri occhi, Eren credeva invece che l'umanità intera dovesse avere il diritto di vivere libera fuori dalle mura. Isayama ha ulteriormente paragonato il trio di Eren, Mikasa e Armin a studenti delle superiori che crescono insieme vivendo le loro vite fino alla laurea, pensando alla scena del trio che ammira il mare come un finale alternativo del manga.
Riguardo la conclusione del personaggio, Isayama ha ammesso che le motivazioni di Eren, e anche i temi dell'intera opera, sono stati difficili da scrivere e gli dispiace non essere riuscito a esprimere pienamente nel manga il messaggio che voleva dare. Ha quindi deciso di cambiare leggermente i dialoghi della scena dove il personaggio discute con Armin nell'anime.

### Design

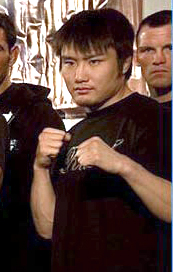
Lo stile di combattimento di Eren è basato sul lottatore Takanori Gomi

Eren si presenta come un giovane di media statura e corporatura muscolosa, con capelli corti e neri. Isayama ha voluto dare maggiore attenzione agli occhi di Eren durante lo sviluppo del design per il personaggio, così da distinguerlo dal resto del cast. Decise quindi di dargli sopracciglia più sottili perché sentiva che sarebbe stato troppo innaturale, quasi "artificiale", dare sopracciglia più spesse per accentuare il suo carattere, inizialmente, nervoso e molto arrabbiato. Visto che Eren è un personaggio molto energico, l'autore decise di dargli capelli neri, così da disegnare più facilmente linee per accentuare la velocità dei suoi movimenti.
Il fisico del gigante di Eren è ispirato dal lottatore di arte marziali Yūshin Okami. Per lo stile di combattimento del gigante invece si ispirò a Takanori Gomi.
Dopo il salto temporale di quattro anni, Eren diventa visibilmente più alto, coi capelli che gli scendono fino alle spalle. Infiltratosi a Marley come soldato ferito, ha un po' di baffi e pizzetto, oltre a bende che gli coprono la fronte e l'occhio sinistro e indossa la tipica fascia degli Eldiani intorno al braccio.
Il Gigante Fondatore di Eren fu ispirato invece dall'Hallucigenia. Incuriosito dai tratti insoliti dell'organismo, Isayama disegnò una silhouette inquietante del gigante, arrivando ai limiti dell'anatomia, per renderlo più mostruoso e inumano.

### Doppiaggio

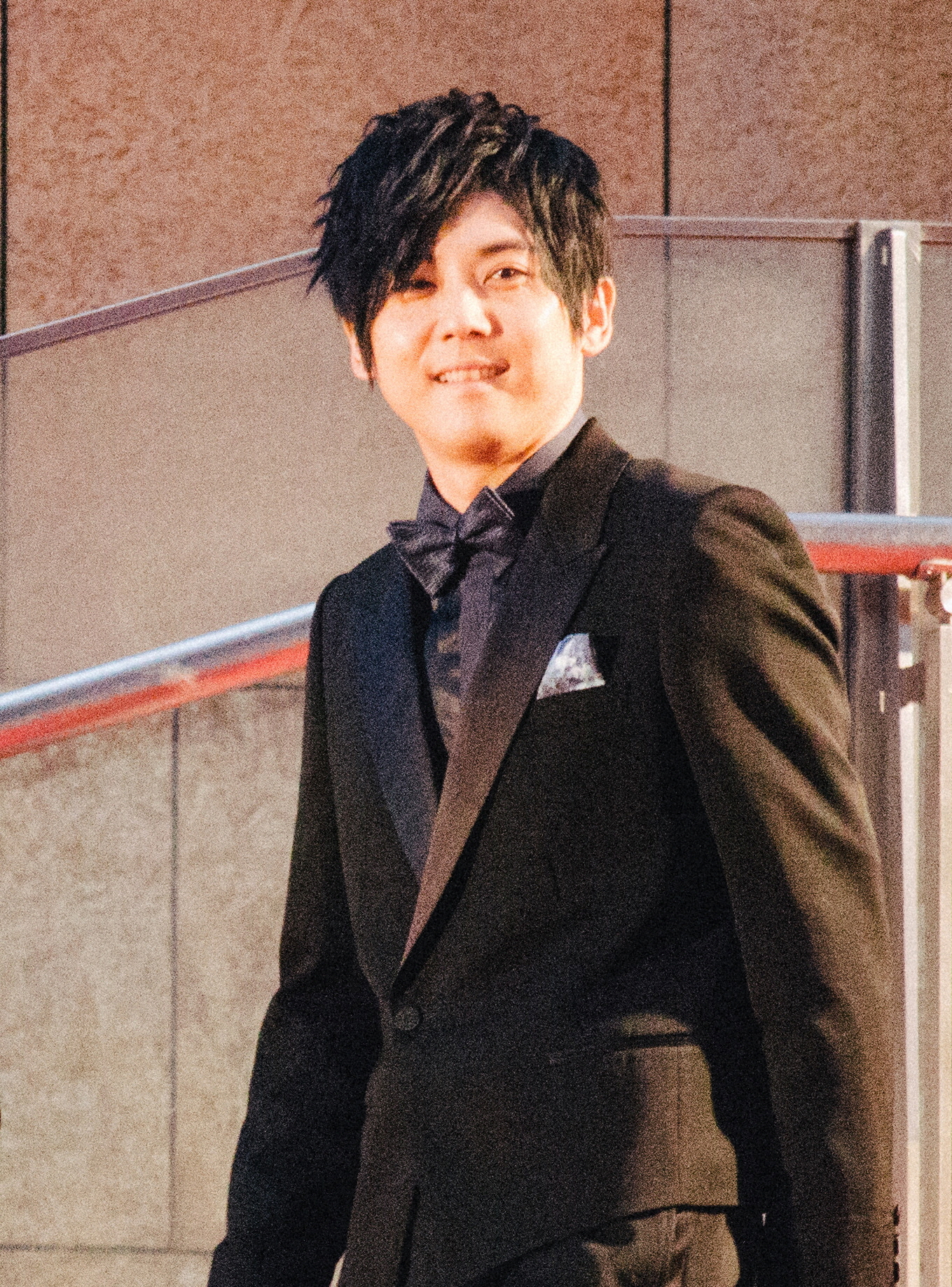
Yūki Kaji, doppiatore di Eren in lingua giapponese

Yūki Kaji, doppiatore giapponese di Eren, ha commentato quanto fosse importante dare voce alla forma di gigante del protagonista, affermando si trattasse di un'estensione del personaggio. Dopo che Isayama visitò lo studio di registrazione, si complimentò con Kaji e, quando il doppiatore gli rivelò quanto trovasse difficile doppiare Eren, lo rassicurò dicendogli: «Conosci già Eren». Kaji ha descritto Eren nella seconda stagione come una persona che non cambiava mai nonostante la sua crescita, trovando questo tratto importante per il dramma. Lo staff non voleva cambiare il modo in cui Kaji aveva modificato il ritratto di Eren nella realizzazione della seconda stagione dell'anime. La caratterizzazione di Eren è stata lievemente modificata per il doppiaggio inglese della serie, rendendo il personaggio autoriflessivo ed eloquente in alcune scene.
Nel doppiaggio italiano a dare la voce ad Eren è Alessandro Campaiola. Grande fan della serie, ha espresso di avere una sorta di rapporto amore-odio col protagonista: «Il rapporto che ho con Eren era, ed è tuttora, molto forte. È vero, ho già detto che non mi va moltissimo a genio, ma in fondo lo adoro comunque: mi ha dato la possibilità di realizzare un sogno che ho sin da quando ero piccolo, ovvero interpretare il protagonista di un anime che mi piace». Egli ha anche affermato di non aver riscontrato grandi problemi nell'interpretare Eren: «Il personaggio di Eren è un personaggio che conoscevo perché ho sempre seguito la serie. Non è stato quindi difficile prepararsi per doppiare un personaggio come il suo… era tutta la vita che aspettavo il momento in cui avrei doppiato un personaggio di un anime proprio come quello di Eren», affermando come il tutto fosse risultato «molto naturale». Lo stesso Campaiola ha doppiato le urla e i ruggiti di Eren trasformato in gigante a partire dalla terza stagione.

### Interpretazione

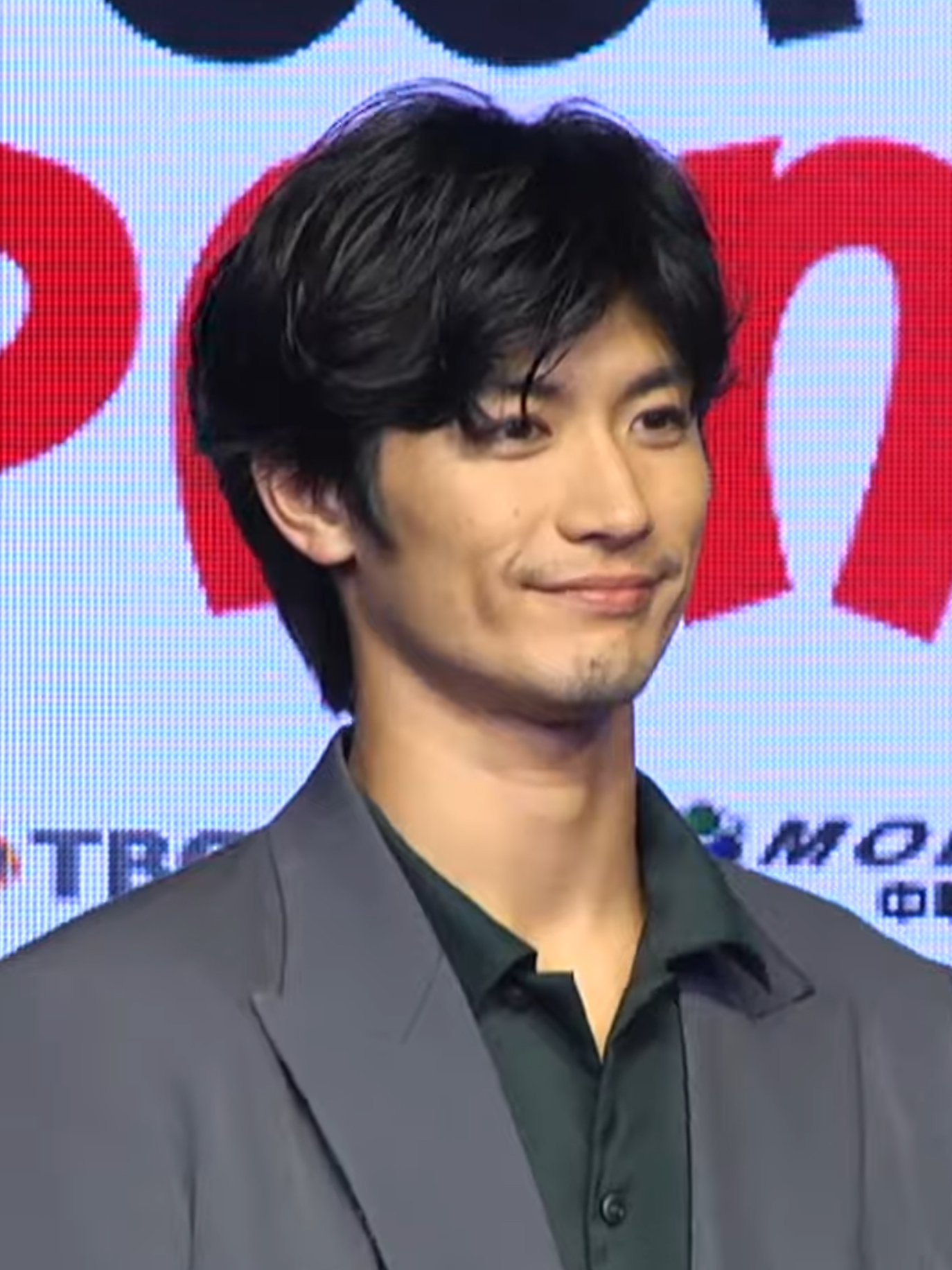
Haruma Miura, interprete di Eren nel live action giapponese

Nell'adattamento live action Shingeki no kyojin - Attack on Titan del 2015 il protagonista è stato interpretato dall'attore Haruma Miura, il quale ha dichiarato di essere orgoglioso di aver interpretato Eren. A causa della popolarità della serie, Miura ha cercato di rimanere fedele alla caratterizzazione di Eren mentre lavorava nel film, e sperava che gli spettatori asiatici avrebbero apprezzato il suo lavoro. Miura ha trovato impegnative le riprese del film, incluso l'allenamento per muoversi come il personaggio. Il suo intento era quello di mostrare i tratti di ingenuità di Eren.

### Caratterizzazione e temi
Eren si presenta come un personaggio testardo, volitivo ed impulsivo. Isayama descrive la personalità di Eren come quella di un bambino che usa la propria rabbia come motivazione, a causa della sua debolezza e della sua incapacità nel salvare la madre dai giganti. Di conseguenza non gli ha conferito particolare talento nel combattimento rispetto ad altri personaggi della serie, come la sorella adottiva Mikasa o il capitano Rivaille.
Inizialmente fu chiesto a Isayama dal suo curatore chi fosse il rivale di Eren nel manga. Mentre inizialmente pensava ad Annie Leonhart, Isayama notò che non vi era rivalità tra i due e pensava invece che Eren avesse bisogno di superare un qualche ostacolo per diventare più forte. Nei capitoli successivi, affrontando Annie, Isayama voleva dare a Eren maggiori responsabilità, facendolo soffrire per la morte dei propri compagni per mano della traditrice a causa della propria impotenza. Nonostante i problemi iniziali nella comprensione di Eren, Isayama ha notato che il personaggio gli ricordava sempre di più se stesso in seguito, sebbene trovasse ancora Eren difficile da scrivere. Parlando di più delle rivalità di Eren, Isayama lo ha paragonato a Luke Skywalker di Guerre stellari, poiché trova appropriato come entrambi i personaggi abbiano un conflitto interiore con i loro io più oscuri.

## Biografia
Eren nasce il 30 marzo 835 nel Distretto di Shiganshina, situato nella cinta muraria più esterna, il "Wall Maria". Figlio del dottor Grisha Jaeger e della ex-ostessa Carla Jaeger, da bambino dimostra di avere un temperamento acceso ed impulsivo, finendo spesso a fare a botte con altri ragazzi. All'età di nove anni, uccise brutalmente con le proprie mani dei trafficanti di schiavi per salvare Mikasa Ackermann, offrendole di vivere con la sua famiglia: a dimostrazione di questo legame affettivo, le donò la propria sciarpa rossa, da allora sempre indossata dalla ragazza, che si attaccò profondamente al fratello adottivo. Nell'anno 845, fa la sua comparsa un Gigante Colossale, che con un calcio fa breccia nelle Mura, permettendo l'ingresso dei giganti in città e divorare più umani possibili. Eren e Mikasa cercano di aiutare la madre, intrappolata sotto una trave della casa distrutta. Il signor Hannes, soldato e amico di famiglia, si carica i bambini in spalla e fugge, mentre Eren in lacrime osserva la madre venire divorata viva da un gigante. Il bambino, furioso, giura che avrebbe sterminato tutti i giganti, sia per vendicare la propria madre sia l'umanità intera. Decide quindi di entrare nel 104º Corpo di Addestramento Reclute insieme a Mikasa e il miglior amico Armin. 
Cinque anni dopo il Gigante Colossale ricompare e riapre un'ulteriore breccia presso il Distretto di Trost. Durante la sanguinosa battaglia, Eren sembra morire divorato da un gigante per salvare Armin. Eren però si trasforma in un muscoloso gigante di 15 metri, provando poi all'esercito di essere una degna arma per combattere per l'umanità. Il ragazzo passa poi sotto la custodia del capitano Rivaille dell'Armata Ricognitiva, dove, grazie agli esperimenti da parte di Hansie Zoe, scopre che per trasformarsi deve infliggersi una ferita e avere in mente un chiaro obiettivo. Durante la 57ª spedizione fuori dalle Mura, il Corpo di Ricerca viene sopraffatto da un misterioso gigante dalle fattezze femminili, che sembra puntare verso il ragazzo. Trasformato, il ragazzo ingaggia una feroce lotta, dalla quale esce sconfitto e viene inghiottito, salvo essere poi salvato da Mikasa e Rivaille. Grazie alle intuizioni di Armin, il gruppo scopre l'identità del Gigante Femmina: Annie Leonhart, compagna dei protagonisti durante l'addestramento, che viene sconfitta, ma si iberna da sola in un bozzolo di cristallo indistruttibile per non essere interrogata. Eren e i suoi compagni continuarono le spedizioni oltre le mura, inseguiti da Reiner e Bertholdt, alleati di Annie, dove risveglia il potere del Gigante Fondatore, che, senza realizzarlo, usa per ordinare ai Giganti di attaccare i nemici.
Tempo dopo Eren e compagni sono diventati la nuova squadra di Rivaille. Eren e Krista vengono rapiti da alcuni soldati del Corpo di Gendarmeria, capitanati da Kenny lo Squartatore e armati con pistole anti-uomo. I due vengono condotti al cospetto di Rod Reiss, che si rivela essere il vero re delle mura, nonché padre di Krista, il cui vero nome è Historia. Eren si risveglia, incatenato e imbavagliato in una gigantesca grotta di cristallo. Historia deve divorare Eren per riprendersi il potere del Fondatore e il ragazzo, addolorato per tale rivelazione, non si trasforma, desiderando morire per liberare l'umanità intera. La ragazza tuttavia decide di liberare Eren, mentre la squadra di Rivaille, sopraggiunta alla grotta e sconfigge la squadra di Kenny. Rod si trasforma in un colossale gigante anomalo, distruggendo la grotta. Il gruppo poi procede ad eliminare Rod Reiss, con Historia che viene incoronata regina delle Mura. Due mesi dopo l'incoronazione ha inizio la missione dell'Armata Ricognitiva per la riconquista del Wall Maria. Il gruppo tuttavia deve scontrarsi con Reiner, Berthold e il Gigante Bestia. Dopo una lunga e sanguinosa battaglia, la squadra accede alla cantina di Eren e, dai diari di Grisha, scopre la verità: l'umanità al di fuori delle Mura non si è estinta; al di là del mare vi sono intere nazioni, sottomesse alla bellicosa nazione Marley, dove il popolo di Ymir viene schiavizzato e ghettizzato dalle altre potenze per via dei crimini perpetrati nei millenni passati. Eren, rivivendo vecchi ricordi del padre, apprende di come Grisha provenisse dal ghetto di Liberio e di come ha ottenuto il Gigante d'Attacco. A una riunione coi maggiori capi di Stato e Historia, mentre si decide se rivelare il contenuto dei diari di Grisha alla popolazione, Eren comprende che fu in grado di usare il potere del Fondatore solo quando colpì il gigante di Dina Fritz, dotata di sangue reale. Tuttavia il ragazzo decide di tenere per sé il segreto per il bene di Historia. Alla cerimonia di premiazione, quando Eren bacia la mano di Historia, il contatto risveglia i ricordi di Grisha di quando massacrò la famiglia Reiss, facendo inorridire il giovane.
Sei mesi dopo l'attacco del Gigante Colossale a Shiganshina, il Corpo di Ricerca ha eliminato tutti i giganti e i protagonisti riescono a raggiungere il mare dove Eren, puntando il dito verso l'orizzonte domanda se, uccidendo tutti i nemici che vivono dall'altra parte, riusciranno a essere finalmente liberi.
Nei tre anni successivi, Marley invia numerose navi da ricognizione sull'isola di Paradis, tutte distrutte da Eren e Armin. L'equipaggio di una delle navi rivela di essere composto da volontari anti-Marleyani, appartenenti a nazioni sconfitte e oppresse da Marley e venuti ad aiutare gli Eldiani per conto di Zeke Jaeger, fratellastro di Eren. Mentre Armin riflette se sia possibile per Paradis e Marley risolvere diplomaticamente i loro malintesi, Eren nega tale possibilità, visto che per il mondo intero loro sono demoni, e riafferma la necessità di sferrare il primo colpo per guadagnare tempo. Eren in seguito partecipa a un incontro tra Kiyomi Azumabito, della nazione di Hizuru, e i leader di Paradis per formare un'alleanza. Quando Kiyomi presenta il piano di Zeke di utilizzare il Fondatore per scatenare parzialmente il "Boato della Terra" e liberare le migliaia di Giganti Colossali imprigionati nelle Mura, Eren rifiuta categoricamente, poiché per il successo del piano sarebbe dovuta continuare il rituale per la successione del Gigante Fondatore nei successivi secoli, a partire da Historia.
Circa un anno dopo, Eren incontra di nascosto Yelena, capo dei Volontari, la quale gli comunica il vero piano di Zeke: usare il potere del Fondatore per sterilizzare gli Eldiani, così che una volta scomparsi pacificamente, possano liberare il mondo dall'odio e dal potere dei giganti. Eren incontra poi privatamente Flock Forster, dicendogli di voler fingere di collaborare col piano di Zeke per poi usare il Fondatore per eliminare l'umanità che minaccia l'isola. Eren e i suoi compagni compiono poi un viaggio sulla terraferma nel continente di Marley. Mentre i suoi amici osservano meravigliati il mondo esterno, Eren rimane in disparte, pensando al futuro genocidio che avrebbe commesso. Sebbene il ragazzo comprenda che l'estinzione degli Eldiani causerebbe meno sofferenza e libererebbe finalmente il mondo dall'odio, non riesce ad accettare tale destino. Osservando cupamente di non poter cambiare il futuro, chiede scusa in lacrime ad un ragazzino che aveva appena salvato. Quando ad una audizione tra politici marleyani questi decidono di indirizzare tutto l'odio nei confronti dei "demoni di Paradis", Eren esce dalla sala e scompare.
Alla fine della guerra in Medio Oriente di Marley nell'anno 854, Eren si infiltra nell'esercito fingendosi un soldato ferito. Mentre è in ospedale sotto il falso nome di "Signor Kruger" (クルーガーさん?, Kurūgā-san), Eren incontra Falco Grice e stringen amicizia col ragazzino.  Poco prima dell'inizio del festival di Willy Tybur, Eren con l'aiuto di Falco riesce ad incontrare Reiner dopo quattro anni. Afferma che, nonostante abbia compreso che non tutti coloro che vivono al di là del mare siano nemici, non ha avuto altra scelta. Quando Willy Tybur dichiara guerra a Paradis, Eren si trasforma in gigante, divorando Willy ed uccidendo molti dei presenti. Il ragazzo poi affronta il Gigante Martello, posseduto da Lara Tybur, riuscendo a divorare il possessore e acquisirne i poteri. Dopo essere tornato a Paradis, Eren viene incarcerato in una cella sotterranea. fuggendo poco dopo col potere del Gigante Martello. Scortato dagli "Jaegeristi", gruppo estremista che supporta le azioni di Eren, incontra Mikasa e Armin, comportandosi da arrogante e mentendo per farseli nemici. Il protagonista cerca di entrare in contatto con Zeke per attivare il potere del Gigante Fondatore, ma, quando finalmente si sono incontrati, Eren viene decapitato da un proiettile di un fucile anti-gigante sparato da Gabi. La sua testa mozzata viene però presa al volo da Zeke e la coscienza del ragazzo si risveglia nei "Sentieri", dove il tempo è congelato in un istante rispetto alla realtà. I fratelli hanno uno scontro di idee, viaggiando anche nei ricordi del protagonista. Infine Eren riesce a convincere Ymir Fritz, la fonte e prima Gigante Fondatrice, ad aiutarlo dopo aver preso la sua scelta da sola.
Tornati alla realtà. Eren si trasforma nel Gigante Fondatore, creando un corpo immenso, e liberando le migliaia di Giganti Colossali all'interno delle Mura. Il ragazzo attraverso i Sentieri comunica poi a tutti gli appartenenti al popolo di Ymir il suo piano: usare il "Boato della Terra" per distruggere il mondo intero e annientare ogni forma di vita al di fuori dell'isola. I Giganti Colossali calpestano Marley e molte altre nazioni, uccidendo l'80% della popolazione mondiale, compresa Hansie. Il Corpo di Ricerca raggiunge finalmente Eren, uccidendo prima Zeke, per non permettere a Eren di riattivare più il potere, e poi decapitando lo stesso Eren per le mani dell'amata, Mikasa. Successivamente Armin si risveglia dopo aver sognato un ricordo in cui parlava con Eren, rivelandogli le sue vere intenzioni e come sia diventato il capro espiatorio per rendere i loro amici eroi al mondo, terminando così l'odio e la guerra nei confronti degli Eldiani. Armin si prende la colpa della morte dell'amico, mentre Mikasa dà degna sepoltura alla testa decapitata di Eren sotto l'albero dove era solito dormire quando era giovane.

## Poteri e abilità
Eren possiede una notevole forza fisica: già da bambino riusciva ad affrontare da solo i bulletti che se la prendevano con Armin.  Durante la battaglia a Trost, Eren scopre di potersi trasformare a suo piacimento in un gigante dal corpo muscoloso: il Gigante d'Attacco, dotato di una notevole forza fisica, agilità e resistenza, ma riuscendo a conservare il proprio intelletto umano. Quando accede ai ricordi del padre, Eren scopre che è il più abile nel combattimento corpo a corpo dei Nove Giganti speciali, il gigante che ha sempre combattuto per la libertà. Per trasformarsi, il ragazzo deve causarsi una ferita e avere in mente un chiaro obiettivo. La trasformazione richiede però una grande quantità di energia. Possedendo il potere dei giganti, Eren è in grado, sia in forma umana che trasformato, di rigenerare qualunque ferita, tuttavia la trasformazione non può avere luogo se le proprie ferite non vengono prima rigenerate completamente. Dopo aver bevuto dalla bottiglietta che riportava l'etichetta "Indurimento" di Rod Reiss, Eren acquisisce l'abilità di indurire il proprio corpo come cristallo.
Tuttavia, è durante il viaggio con Zeke nei ricordi di Grisha che si apprende quale sia la reale abilità del Gigante d'Attacco: poter osservare le memorie non solo dei suoi predecessori, ma anche dei suoi futuri possessori, potendo così vedere il futuro e trascendere il tempo. Grazie a questa abilità, Eren ha potuto influenzare il padre Grisha per sterminare la famiglia Reiss, e così facendo ha indirettamente dato al suo io più giovane una visione del proprio futuro mentre baciava la mano di Historia.
Dopo aver divorato la Lara Tybur, Eren acquisisce anche i poteri del Gigante Martello (戦槌の巨人?, Sentsui no Kyojin), come dimostrato durante l'attacco dei marleyani a Shiganshina, quando creò più volte degli spuntoni su cui impalò il Gigante Mascella e il Gigante Corazzato.
Eren possiede anche il Gigante Fondatore (始祖の巨人?, Shiso no Kyojin), il più potente dei Nove Giganti, rubato dal padre alla famiglia reale. Non avendo sangue reale, i poteri del Fondatore rimangono però dormienti: egli riuscì ad usarli quando toccò il gigante di Dina Fritz e a controllare tutti i giganti puri della zona, scagliandogli contro Dina e poi contro Reiner. Dopo aver convinto Ymir Fritz a schierarsi dalla sua parte, Eren acquisisce pienamente i poteri del Fondatore: egli usa tali poteri per distruggere qualsiasi indurimento presente sull'isola (compreso il bozzolo di Annie e l'armatura di Reiner) e liberare le migliaia di Giganti Colossali intrappolati nelle Mura. Col potere del Fondatore, comunicò a tutti gli appartenenti del popolo di Ymir il suo piano: per proteggere l'isola di Paradis e la sua gente che lo ha accolto e cresciuto, intende marciare con le migliaia di Giganti Colossali sul mondo intero fino quando l'ultima forma di vita non sarà stata eliminata. Il potere del Fondatore gli impedisce però di vedere e pensare in modo lucido, essendo passato, presente e futuro uniti insieme. Nella sua forma di Fondatore la sua testa non è più situata nella nuca bensì dentro la bocca del gigante.

## In altri media
Nel manga comico Attacco! A scuola coi giganti e nell'omonima serie anime tratta dal fumetto, Eren è presentato come uno studente delle scuole medie, amante dei cheeseburger, e ossessionato nell'eliminare tutti i giganti, motivo per cui arriva spesso in ritardo ed infrange le regole della scuola. Nella visual novel Attack on Titan: Lost Girls, una versione alternativa del personaggio mostra la sua relazione con Mikasa, la quale teme che, a prescindere dai cambiamenti della storia, Eren sia destinato a morire. Egli è un personaggio giocabile in Attack on Titan: The Last Wings of Mankind per Nintendo 3DS, nel quale compare anche la sua forma di gigante. È apparso come protagonista insieme a Rivaille nella visual novel Burning Bright in the Forests of the Night. Dopo il finale del manga il quotidiano Asahi Shimbun ha pubblicato una falsa pubblicità del personaggio di Eren che prendeva parte ad un manga di genere isekai.
Al di fuori del franchise di origine, Eren è apparso in Granblue Fantasy e in Fortnite Battle Royale. Insieme a Mikasa e Rivaille è stato aggiunto in Mobile Legends: Bang Bang come skin di Yin in una collaborazione due mesi dopo l'ultimo episodio dell'anime.

## Accoglienza

### Popolarità

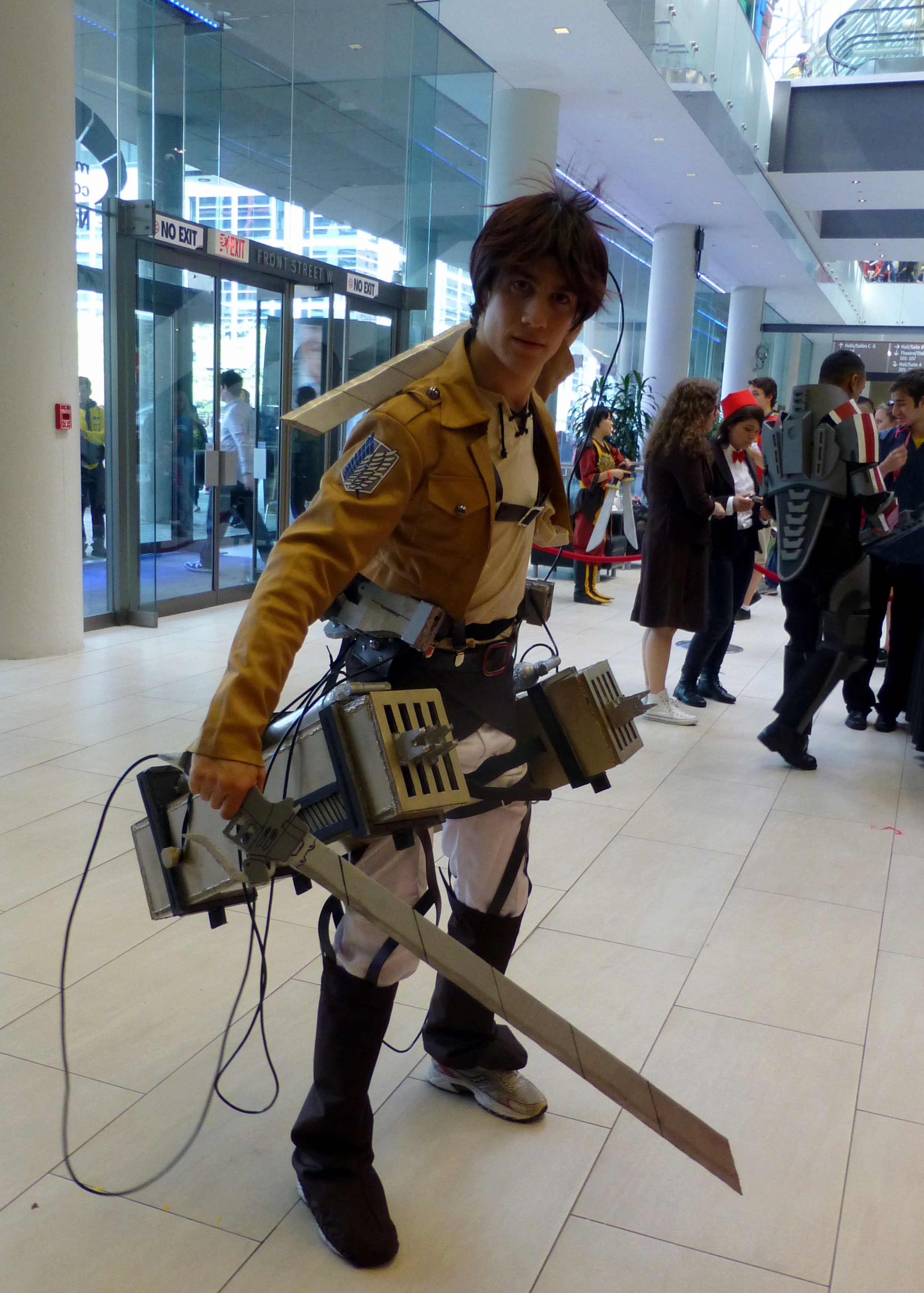
Cosplayer di Eren

Ai Newtype Anime Awards nel 2013 Eren è stato votato come l'ottavo miglior personaggio maschile. Nei sondaggi di Animage per gli Anime Grand Prix 2014 Eren si è classificato come il quarto personaggio anime maschile più popolare, dietro Rivaille che è stato votato come il più popolare. Anime News Network ha anche elencato la sua forma di gigante come uno dei potenziamenti più particolari mai visti negli anime. In un sondaggio di Newtype è stato votato come il decimo personaggio anime maschile più popolare degli anni 2010. Ai Crunchyroll Anime Awards del 2022, Eren è stato candidato sia come "miglior protagonista" che come "miglior antagonista", trionfando nella seconda categoria, venendo anche nominato per la "miglior scena di combattimento". Il doppiatore originale del personaggio, Yuki Kaji, ha vinto il premio per la "Migliore interpretazione in VA (JA)". In un sondaggio di Akiba Souken Eren è stato votato come il personaggio più popolare della serie, con 50.143 voti.

### Critica
Il personaggio ha ricevuto inizialmente un'accoglienza mista. Jacob Hope Chapman di Anime News Network ha definito Eren "quasi deliberatamente non un protagonista simpatico, anche per gli standard dei ragazzi di 15 anni" per essere violento, impulsivo e non particolarmente intelligente o forte. Tuttavia, ha apprezzato la sua capacità di ispirare le persone credendo nei propri sentimenti, nelle proprie speranze e nei propri sogni, facendo di lui il «cuore dell'umanità». Theron Martin ha notato che Eren inizialmente non aveva quasi nessuna emozione oltre alla rabbia, ma si corregge dopo aver guardato gli altri episodi. Jeffrey Kaufman di Blu-ray.com definisce Eren "un personaggio avvincente, e dopo uno sviluppo davvero sorprendente emerso in alcuni episodi, diventa ancora più avvincente". Ken Iikura di Anime Now! elogia il personaggio di Eren e il modo in cui sono state mostrate le sue forti emozioni. Iikura apprezzava Eren più per la sua personalità che per i suoi poteri. Christina di MANGA.TOKYO elogia Eren nell'episodio Guerriero e la sua reazione alla vera identità di Reiner e Bertholdt. Il personaggio è stato spesso paragonato a Thorfinn di Vinland Saga per il loro desiderio di vendetta e di come l'adattamento animato sia stato fatto dallo stesso studio.
Kyle Charizanis di The Fandom Post ha trovato il potere di Eren molto ironico, visto che lo stesso personaggio aveva dichiarato in passato, con uno sguardo "quasi pietoso", di volere uccidere tutti i Giganti. Quando, nell'anime, il personaggio ha raggiunto il pieno controllo del Gigante d'Attacco, Charizanis disse: «Forse un giorno imparerà a contorcere il proprio corpo per formare un ponte, o guarire le ferite delle altre persone, o trasformare le sue braccia in arme affilate come un certo altro personaggio anime.» Riguardo l'episodio finale della prima stagione, quando Eren sta combattendo il Gigante Femmina, descrive il monologo interiore di Eren come un cambiamento "dalla solita determinazione violenta a una sorta di gioiosa follia", paragonando il suo tono a quello del Joker. Elijah Watson di Complex ha apprezzato il colpo di scena di quando Eren si è trasformato lui stesso in un Gigante, definendolo un "Worldstar moment". Bamboo Dong di Anime News Network ha amato l'abilità del gigante di Eren, affermando che "non c'è stato niente di scomodo per me nel guardare Eren mordersi la mano, cercando di trasformarsi. C'è qualcosa di viscerale e reale in Eren che fa sanguinare la sua stessa mano, e ragazzo, mi ha fatto venire i brividi", e in seguito ha elogiato i pensieri del personaggio durante il combattimento contro il Gigante Femmina, per via dell'umanità mostrata da Eren nonostante fosse un gigante.
Altri scrittori sono stati più critici sul personaggio. Nicoletta Browne di THEM Anime Reviews lo ha trovato "un protagonista frustrante", affermando che i suoi accessi di rabbia e le sue esclamazioni "possono essere visti come altamente infantili". Elliot Gray di Japanator lo definì un "tipico protagonista di manga shōnen", trovando invece Mikasa e Armin più interessanti. Allo stesso modo, Anna Neatrour di Manga Bookshelf lo ha definito "per molti versi un tipico eroe shōnen sfacciato e supponente" e ha considerato il design degli umani nel manga "rigido e non proporzionato. Per la maggior parte del tempo Eren e i suoi compagni si urlano contro, con espressioni facciali che non hanno molte variazioni". Al contrario Justin Wu di the Artifice ha trovato l'arroganza di Eren un tratto positivo del personaggio.
Secondo Aiden Strawhun di IGN, Eren acquisì un arco narrativo notevole a partire dalla terza stagione dell'anime, mentre imparava dagli errori del proprio passato. Marianne R di MANGA.TOKYO ha acclamato la crescita di Eren nella serie fino al finale della terza stagione, quando il personaggio si rende conto della quantità di nemici da affrontare, passando da un comportamento impulsivo ed arrabbiato ad avere una mente più calma e raccolta, che cerca la libertà del suo popolo. Chris Homer di The Fandom Post ha apprezzato il colpo di scena del rapporto di parentela tra Zeke ed Eren. Chris Beveridge ha sottolineato come lo sviluppo dei personaggi e la scoperta della verità dietro Grisha, si riflettano anche sui momenti dell'infanzia di Eren, Mikasa e Armin.
Riguardo la stagione finale, Daniel Kurland di Den of Geek e Carlos Carrizales di Cine PREMIERE hanno fatto notare come Eren sia diventato un personaggio molto più cupo e oscuro, soprattutto nei confronti di Mikasa e Armin, tanto da definirlo un cattivo per colpa di Zeke. Jemima Sebastian di IGN ha trovato il suo sviluppo molto ambiguo, soprattutto rispetto al flashback in cui parla con Mikasa per mostrare il loro legame. Kestrel Swift di The Fandom Post ha commentato che, nonostante il suo atteggiamento aggressivo, la nuova caratterizzazione di Eren potrebbe essere più incline a mentire, a causa del grande impatto avuto sui sentimenti di Mikasa. La sua apparizione come Gigante d'Attacco nei poster promozionali della quarta stagione dell'anime è stata paragonata da Anime News Network a quella del film Shin Godzilla di Hideaki Anno, a causa dell'aspetto minaccioso. James Beckett di Anime News Network paragona l'evoluzione di Eren a quella di Thorfinn. La conclusione del personaggio nel finale ha ricevuto un'accoglienza mista.

## Impatto culturale

### Merchandising
Eren è stato protagonista di diverso Merchandising. Nel 2013, Good Smile Company distribuì la Picktam! di Eren insieme diversi altri personaggi della serie. L'ufficiale Nendoroid dedicato al personaggio fu lanciato nell'aprile 2014, seguito dal Figma nel maggio 2014. Bandai distribuì anche peluche di Eren, prima in versione ridotta nel dicembre 2013 e poi una più grande nel luglio 2014. Koubutsuya creò anche un profumo basato sul personaggio nel 2013.